# Juan de Estrada
Juan de Estrada de la Magdalena O.P. (?, Ciudad Real - † 1570, Picón, Espanya) fou un frare dominic i traductor espanyol del segle xvi, impressor del primer llibre editat al Nou Món.
El seu pare, Alonso de Estrada, fou l'últim governador de Mèxic i, per tant, el predecessor del primer virrei, Antonio de Mendoza. Quan passà a Amèrica deixà el seu fill estudiant amb els dominics, i després es va reunir amb el seu pare, més o menys el 1530. Rebé l'hàbit dominic al convent de Tepetlaoztoc, i deu mesos després professà a Mèxic amb el nom de Fra Juan de la Magdalena. Després estudià arts i teologia, també la llengua nàhuatl. Fou vicari de Coyoacán i d'altres cases de la província de Santiago. Essent ja vell determinà tornar a Espanya i, després de viure a Madrid uns anys, es retirà al convent de la Vera, on emmalaltí pels grans rigors i abstinències que emprava. Es traslladà aleshores a Ciudad Real per reprendre la salut en companyia del seu germà Luis Alfonso de Estrada, però en no aconseguir alleujament se n'anà a Picón, on va morir finalment el 1580.